# Kota Simboling
Kota Simboling is een bestuurslaag in het regentschap Aceh Singkil van de provincie Atjeh, Indonesië. Kota Simboling telt 274 inwoners (volkstelling 2010).